# Salmon River (Portland Canal)
Salmon River är ett vattendrag i Kanada.   Det ligger i provinsen British Columbia, i den västra delen av landet, 3 900 km väster om huvudstaden Ottawa.
I omgivningarna runt Salmon River växer i huvudsak barrskog. Trakten runt Salmon River är nära nog obefolkad, med mindre än två invånare per kvadratkilometer.